# Live Cannibalism
Albums de Cannibal Corpse
Bloodthirst Gore Obsessed
Live Cannibalism est le premier live officiel du groupe de brutal death metal américain Cannibal Corpse (après, toutefois, une vidéo live sortie en 1998 et intitulée Monolith Of Death Tour 96/97, contenant quelques titres live et des clips non censurés). Il a été enregistré lors du festival Death Metal Massacre 2000, le 16 février 2000, au club The Rave, à Milwaukee. Il est disponible en CD, VHS et DVD.

## Membres
- George Fisher : chant
- Jack Owen : guitare
- Pat O'brien : guitare
- Alex Webster : basse
- Paul Mazurkiewicz : batterie

## Liste des chansons
1. Starring Through The Eyes Of The Dead
2. Blowtorch Slaughter
3. Stripped, Raped, And Strangled
4. I Cum Blood
5. Covered With Sores
6. Unleashing The Bloodthirsty
7. Dead Human Collection
8. Gallery Of Suicide
9. Meat Hook Sodomy
10. Perverse Suffering
11. The Spine Splitter
12. Gutted
13. I Will Kill You
14. Disposal Of The Body
15. A Skull Full Of Maggots
16. Hammer Smashed Face

C'est l'instrumental From Skin To Liquid (de l'album Gallery Of Suicide) qui accompagne le générique de fin de la vidéo.